# Фридерицианско рококо
Фридерицианско рококо (нем. Friderizianisches Rokoko, на бълг. също: фридрихско рококо, фридрихово рококо) е историко-регионален художествен стил, разновидност на стила рококо, възникнал в Прусия по време царуването на Фридрих Велики (1740–1786 г.) и съчетаващ в себе си влияния от Франция и Нидерландия.

## Творби
Известни архитектурни творби от ранния период на Фридерицианското рококо са Райнсбергският дворец (1736–1740 г.) и построеното веднага след възкачването на Фридрих II на трона през 1740 г. Ново крило на двореца Шарлотенбург в Берлин, както и (до 1751 г.) отчасти Потсдамският градски дворец (особено вътрешният му интериор, който до голяма степен днес е погубен). По същото време като Потсдамският градски дворец е създаден и дворецът Сансуси от 1745 г. насетне, който по-късно бил разширен с две пристройки – Картинната галерия и Новите палати. Други представители на този стил са многобройните паркови съоръжения (напр. Китайският дом, Храмът на дружбата, Храмът на антиките, Обелисковят портал, Хълмът на развалините, Белведерето на възвишението Клаусберг), а като черешка на тортата се явява Новият дворец в Потсдам с неговите т. нар. комуни, което е последният архитектурен проект на Фридрих Велики, състоял се между 1763 и 1769 г. В Потсдам, представители на фридерицианския рококо стил са също така Старото кметство, палатът Барберини, Бранденбургската врата в Потсдам, Науенската врата и кралската Конюшня.
В Берлин от своя страна между 1740 г. и 1786 г. е построен пищният площад „Форум Фридерицианум“, състоящ се от Държавната опера Унтер ден Линден, Двореца на принц Хайнрих, църквата „Света Хедвиг“ и Старата библиотека. През 1688 г. е положен площадът „Жандарменмаркт“, който от 1773 г. нататък е ограден с нови сгради и един Френски комедиен дом, а между 1780 и 1785 г. допълнително и с класицистичните кули на Германската катедрала и Френската катедрала, разположени една срещу друга от двете страни на площада в знак на дружба и равенство между тия народи.
Трябва да бъде споменат също и (преобразеният между 1751 и 1753 г.) Вроцлавски градски дворец, попадащ в днешна Полша, който е представител на Фридерицианското рококо. Освен това, придворните творци също са се изявявали от името на аристокрацията и съответно са оставили следи от този стил – например в различни дворци в Берлин и Потсдам или в кралското имение Грос Кройц близо до Потсдам, а също така и в домовете на множество граждани.

## Творци
Най-важният майстор-строител е самоукият „кавалерски архитект“ Георг Венцеслаус фон Кнобелсдорф; един от неговите сътрудници е Фридрих Вилхелм Дитерихс – създателят на терасите на парка Сансуси и ученик на Андреас Шлютер. Самият крал Фридрих също е взимал участие в проектите на Кнобелсдорф и ги е приправял. Трябва непременно да бъдат споменати и Йохан Готфрид Бюринг и Карл Лудвиг Хилдебранд, които са съдействали при строежа на сградите Сансуси, Новия дворец и Градския дворец в Потсдам; в лицето на Науенската врата, Бюринг създава първата в Германия неоготическа сграда през 1754/55 г. Хайнрих Лудвиг Мангер и Карл фон Гонтард довършват Новия дворец. Гонтард и Георг Кристиан Унгер построяват кулите на Германската катедрала и Френската катедрала на берлинския пл. „Жандарменмаркт“ и Бранденбургската врата в Потсдам, докато Ян Боуман построява Берлинския дворец на принц Хайнрих и Старото кметство на Потсдам. По-късният период на Фридерицианското рококо достига още веднъж грандиозни височини със строежа на Новия дворец и интериора на Новите палати в Потсдам, въпреки че ранният класицизъм до голяма степен определя вкуса на времето, например в замъка Верлиц строен по същото време. Чрез строежа на кулите на Германската и Френската катедрала на площад „Жандарменмаркт“ в Берлин самият Фридрих дори показва почитиание към новия стил; неговият наследник спомага няколко години по-късно за пробива на класицизма в Прусия чрез строежа на Мраморния дворец в Потсдам от арх. Гонтард; в лицето на Карл Готард Лангханс, който започнал първоначално в Райнсберг в стила рококо, и Давид Гили и Михаел Филип Боуман стилът намира своя собствен израз.
Антоан Пен е един от предпочитаните художници, неговият ученик Бернхард Роде твори стенни и таванни живописи (фрески), както и Карл Фридрих Фехелм, а в късния период Йохан Кристоф Фриш. „Surintendent des ornements“ (от френски: „последовател на орнаментите“) първоначално е скулпторът Йохан Аугуст Нал, до бягството му през 1746 година. Френски художници също са били наемани от време на време, като Шарл-Амеди-Филип ван Лоо, Жан Лоран Легей или Берлинският художник на цветя и плодове Огюстен Дюбюисон.
Като скулптори творят Йохан Петер Бенкерт, Йохан Матиас Готлиб Хаймюлер, Беняамин Гизе, Фридрих Кристиан Глуме, братята Йохан Давид Ренц и Йохан Лоренц Ренц. Мебелите и вратите са направени от братята Йохан Михаел Хопенхаупт старши и Йохан Кристиан Хопенхаупт младши от Саксония, както и братята Хайнрих Вилхелм Шпиндлер и Йохан Фридрих Шпиндлер от гр. Байройт. Швейцарецът Йохан Мелхиор Камбли изработва бронзови изделия, а щукатури се изработват в късния период от Константин Филип Георг Сартори. Важна роля играят същи творците и продуктите на основаната през 1763 г. „Кралска порцеланова мануфактура Берлин“ (нем. Königliche Porzellan-Manufaktur Berlin).

## Изображения
- Дворец Сансуси, гр. Потсдам
- Музикална зала в дворец Сансуси
- Ясписовата зала в Новите палати, гр. Потсдам
- Китайски дом, парк Сансуси, гр. Потсдам
- Дворец Шарлотенбург, гр. Берлин
- Зала в „крилото на Кнобелсдорф“ в дворец Шарлотенбург, Берлин
- Потсдамски градски дворец, Мраморната зала
- Новият дворец, гр. Потсдам
- Мраморната галерия в Новия дворец, гр. Потсдам
- Долната концертна стая в Новия дворец
- Дворец Райнсберг, гр. Райнсберг
- „Държавна опера Унтер ден Линден“, Берлин
- площад „Жандарменмаркт“ – вляво Германската катедрала, по средата Концерният дом, вдясно Френската катедрала – гр. Берлин
- Старото кметство на гр. Потсдам
- Бранденбургската врата в гр. Потсдам

|  | Тази страница частично или изцяло представлява превод на страницата Friderizianisches Rokoko в Уикипедия на немски. Оригиналният текст, както и този превод, са защитени от Лиценза „Криейтив Комънс – Признание – Споделяне на споделеното“, а за съдържание, създадено преди юни 2009 година – от Лиценза за свободна документация на ГНУ. Прегледайте историята на редакциите на оригиналната страница, както и на преводната страница, за да видите списъка на съавторите. ВАЖНО: Този шаблон се отнася единствено до авторските права върху съдържанието на статията. Добавянето му не отменя изискването да се посочват конкретни източници на твърденията, които да бъдат благонадеждни. |